# Ocarina of Time Manga
Ocarina of Time Manga (Toki no Ocarina Manga) è un manga realizzato dal duo Akira Himekawa (composto da Honda S. e da Nagano A.). È stato pubblicato in Giappone e, nel 2010, anche in Italia da J-POP. È suddiviso in due parti: L'Ocarina del tempo (titolo originale: Child Saga) e L'Eroe del tempo (titolo originale: Adult Saga) e in due volumi. Il primo volume contiene tutti i sei capitoli de L'Ocarina del tempo più i primi quattro capitoli de L'Eroe del tempo mentre il secondo volume contiene i restanti cinque capitoli de L'Eroe del tempo più i due speciali. Il manga, come gli altri ispirati alla serie Zelda, sono in bianco e nero.

## L'Ocarina del tempo
L'Ocarina del tempo è composta da sei capitoli.

### Il grande albero Deku
L'inizio del manga è ambientato nella Foresta Kokiri, in cui vive un popolo di bambini accompagnati da fate (i kokiri), protetti dal grande albero Deku. Il giovane protagonista, Link, vive qui, ed è in questo luogo che comincerà la sua incredibile avventura. Link è l'unico kokiri senza fata e per questo gli altri kokiri lo prendono in giro e lo discriminano. L'unica amica di Link è Saria che lo consola. Link racconta a Saria di un sogno che sogna spesso la notte: in questo incubo Link si trova di fronte a un castello in una notte tempestosa e vede una ragazza in sella ad un cavallo nero, inseguita da uno sconosciuto. Una notte, mentre Link dorme, il grande albero Deku rivela alla fata Navi che sta morendo e da alla fatina il compito di guidare Link in un'avventura per salvare Hyrule. Navi corre da Link e lo porta al cospetto del grande albero Deku.

### Il viaggio di Link ha inizio
Link e Mido s'addentrano all'interno del Great Deku Tree per sconfiggere Queen Gohma. Nonostante i due eroi riescano ad uccidere il parassita, il Great Deku Tree muore. Nei suoi ultimi momenti di vita, l'albero rivela a Link la sua missione: fermare un misterioso uomo malvagio, prima che riesca ad ottenere la Triforce.

### Il mistero della Triforza
Seguendo le istruzioni del Great Deku Tree, viaggia in cerca della Principessa Zelda. Comunque, egli si trova in difficoltà dopo aver consumato del cibo senza pagare. Una ragazza misteriosa salva Link e si offre di aiutarlo se, in cambio, egli giochi insieme a lei. In quel momento, delle Gerudo appaiono e tentano di sottrarre alla ragazza un'ocarina. Link difende la ragazza e le gerudo, vedendo le guardie arrivare, se ne scappano. Link le insegue e Impa porta via la ragazza. Link quando torna non trova più la ragazza.  Poco dopo, Link riesce ad arrivare a destinazione e scopre che la ragazza era proprio Principessa Zelda, mentre l'uomo malvagio si chiama Ganondorf.

### La ricerca della pietra spirituale del fuoco!
Link, dopo aver parlato con la Principessa Zelda, si dirige verso la Death Mountain. Durante il viaggio, attrae una cavalla con la propria ocarina, la quale gli permette di raggiungere la destinazione più velocemente. Arrivato alla Death Mountain, Link incontra Darunia, il capo dei Goron e possessore della Goron's Ruby. Darunia non vuole separarsi da quest'ultima e consegnerà la Spiritual Stone al protagonista solamente quando avrà sconfitto King Dodongo.

### Nel ventre di Jabu-Jabu
Ottenuta la Goron's Ruby, Link si dirige verso il Lon Lon Ranch. Qui conosce Malon e il gufo Kaepora Gaebora, un vecchio amico del Great Deku Tree. Il gufo trasporta Link in volo al Zora's Domain dove si trova l'ultima Spiritual Stone, la Zora's Sapphire. Link, arrivato lì, scopre che la posseditrice della gemma, la Principessa Ruto, è stata risucchiata dal Lord Jabu-Jabu, il guardiano degli Zora. Link s'addentra all'interno del guardiano e sconfigge Barinade, salvando Ruto. Quest'ultima rivela il motivo della sua scomparsa: ella non è interessata al matrimonio organizzato da suo padre.

### Nascita dell'Eroe del Tempo
Link, impossessatosi delle tre Spiritual Stone, ritorna ad Hyrule, che, nel frattempo, è stata attaccata da Ganondorf e dai suoi mostri. Approfittando del caos, la Principessa Zelda consegna l'Ocarina of Time a Link e successivamente scappa con Impa. Qualche secondo dopo appare Ganondorf che gli intima di dargli l'ocarina. Link tenta di combatterlo ma viene subito sconfitto. Per fortuna Ganondorf prende per errore la fairy ocarina invece dell'ocarina of time e se ne va. L'Eroe del Tempo intende quindi ottenere la Triforce prima di Ganondorf, per salvare il destino di Hyrule. Egli trova la Spada Suprema e la raccoglie, facendo avanzare il mondo di sette anni. Come rivelatogli dal saggio Rauru, durante questo tempo Ganondorf ottiene la Triforza e fa sprofondare Hyrule nelle tenebre. Link scopre inoltre di non appartenere alla razza Kokiri, bensì a quella Hylian. Infine, viene rivelato all'eroe la sua missione: salvare i cinque saggi per fermare Ganondorf.

## L'Eroe del tempo

Copertina de L'Eroe del tempo

L'Eroe del tempo è composta da nove capitoli.

### La leggendaria Spada Suprema
Uscendo dal tempio, Link salva un soldato Hylian da uno Stalfos, lo stesso mostro che cercò di combattere da bambino. Egli scopre che la Principessa Zelda non è stata più avvistata dal giorno in cui Hyrule fu attaccata e che l'Hyrule Castle è stato distrutto; al suo posto è stata costruita la Ganon's Tower. Link comincia quindi il suo viaggio verso il Forest Temple. Nel frattempo, alcuni Stalfos rivelano a Ganondorf che l'Eroe del Tempo è tornato; Ganondorf decide quindi di mandare la propria ombra ad uccidere Link.

### Saria, il saggio della foresta
Link ritorna alla Kokiri Forest e scopre che il luogo in cui ha vissuto la sua infanzia è stato ridotto in macerie. In mezzo al caos si trova Mido, il quale cerca disperatamente di salvare la foresta. Ignorando che Link è in realtà l'Eroe del Tempo, Mido lo accusa come responsabile dell'attacco ai Kokiri. I due entrano nel Forest Temple ed incontrano Phantom Ganon, il quale ha catturato Saria in un dipinto.

### Un vecchio e caro amico
Arrivato alla Death Mountain, Link cerca di persuadere il drago che terrorizza i Goron, Volvagia, ricordandogli la loro amicizia. Ganondorf usa però il suo potere per trasformare Volvagia in un mostro assetato di sangue e l'Eroe del Tempo è costretto ad uccidere il suo vecchio amico.

### Link vs Link
Arrivando a Kakariko Village, Link ritrova Epona e incontra Impa, che da quel momento protegge il villaggio. Sotto la sua guida, Link cerca di affinare la propria abilità con la spada. Ad un certo punto, però, compare un nuovo mostro, il quale ha, stranamente, le sembianze di Link. Link sconfigge il suo sosia malvagio e lascia il villaggio.

### Sheik, la guida ombra
Come puninzione per avergli negato Epona, Ganondorf condanna a morte Ingo. Comunque, le sorelle Twinrova decidono di usarlo per far uscire Link allo scoperto. Quando quest'ultimo scopre da Talon che Malon è stata fatta ostaggio, egli si dirige verso il Lon Lon Ranch per salvarla. Ma Ingo e alcuni Gerudo lo stanno aspettando per sconfiggerlo. Infine, Sheik rivela a Link che la Principessa Zelda si trova da qualche parte nell'Haunted Wasteland.

### La Haunted Wasteland
Dopo aver aiutato Principessa Ruto nel Water Temple, Link si dirige verso l'Haunted Wasteland. Sheik inizialmente salva Link da una tempesta di sabbia ma quando arrivano i Gerudo lo tramortisce. Quando Link si risveglia si ritrova nella prigione delle gerudo. Lui sconfigge il capo dei Gerudo, Nabooru, e successivamente cerca di scappare dalla Gerudo Fortress. Sheik arriva e cerca di aiutarlo, fingendo di voler combattere contro Link. Quest'ultimo si arrabbia per il tradimento e colpisce Sheik. Quando Link controlla se il suo "nemico" sta bene, viene sorpreso dalla Triforce tatuata sulla sua mano.

### Un incontro segnato dal destino
Con l'aiuto di Nabooru, Link riesce a far scappare Sheik dalla Gerudo Fortress. All'interno dello Spirit Temple, Link scopre che Sheik è in realtà la Principessa Zelda camuffata da uomo. Quest'ultima rivela anche che era stata trasformata in una Sheikah da Impa e che aveva fatto ciò per guadagnarsi la fiducia di Ganondorf. Infine, la Principessa Zelda rivela che Ganondorf è riuscito a possedere soltanto un terzo della potenza della Triforce. Poco dopo arrivano le Twinrova Sisters per eliminare l'Eroe del Tempo, ma quest'ultimo riesce a sconfiggerle usando il Mirror Shield ottenuto da Nabooru. Comunque, la vittoria dura poco: Ganondorf, infatti, rapisce Principessa Zelda, la posseditrice della Triforce della Saggezza.

### La sconfitta di Ganondorf!
Dopo aver appreso altre informazioni riguardanti Ganondorf da Nabooru, Link la porta con sé per salvare la Principessa Zelda e si dirige verso la Ganon's Tower. Quest'ultima è irraggiungibile, quindi i sei saggi decidono di mettere insieme le loro forze per costruire un ponte. Entrato nel castello, Link scopre di possedere la Triforce del Coraggio e decide quindi di combattere contro Ganondorf.

### Un nuovo viaggio ha inizio
Dopo aver sconfitto Ganondorf Link e la Principessa Zelda scappano dalla Ganon's Tower che sta crollando. Quando tutto sembra finito, Ganondorf emerge dalle rovine del suo castello. Quest'ultimo, a causa del grande odio che prova per Link, si trasforma nella sua forma reale: Ganon. L'Eroe del Tempo, dopo una lunga battaglia, riesce a sconfiggere Ganon, il quale viene rispedito nel Dark World dai sei Saggi. La Principessa Zelda rivela di essere stata in parte responsabile dell'accaduto e, in qualità di settimo Saggio, rispedisce Link indietro nel tempo, non più contaminato dall'odio di Ganon. Link si dirige quindi verso Hyrule's Castle e fissa intensamente la Principessa Zelda, ponendo fine al manga.

## Storie secondarie
Alla fine del secondo volume, sono presenti due storie secondarie. Esse sono ispirate a personaggi o fatti di secondo piano presenti nel gioco.

### Lo skull kid e la maschera
Ambientata in un periodo prossimo ai fatti narrati in Ocarina of Time, questa storia vede protagonista ancora una volta Link, il quale sta realizzando una maschera per il Kokiri festival. La maschera viene misteriosamente rubata e Link cerca di scoprire il responsabile del furto. Insieme a Saria, scopre che il ladro è Skull Skid, il quale alloggia sotto il Bagu Tree, sognando di conquistare la foresta.

### Rouru dei Watarara
Link si trova al Fishing Pond e sta trascorrendo il tempo, quando, all'improvviso, pesca una strana creatura. Quest'ultima è in realtà Watarara, un uccello che visita Hyrule una volta all'anno. Link cerca di aiutare il figlio di Watarara, chiamato Rouro, a imparare a volare. Rouro, essendo testardo, rapisce Navi e Link deve affrontare dei tirapiedi di Ganondorf senza il suo aiuto.